# Balance & Options
Albums de DJ Quik
Rhythm-al-ism
(1998) Under tha Influence
(2002)
Singles
1. Pitch in on a Party
Sortie : 28 octobre 1999
2. Quikker Said than Dunn
Sortie : 9 décembre 1999

Balance & Options est le cinquième album studio de DJ Quik, sorti le 16 mai 2000.
L'album s'est classé 5e au Billboard 200 et 18e au Top R&B/Hip-Hop Albums.

## Liste des titres
| No  | Titre                                                                                                 | Contient un (des) sample(s) de   | Durée |
| --- | --- | -------------------------------- | ----- |
| 1.  | Change Da Game (featuring Mausberg – Produit par DJ Quik)                                             |                                  | 4:04  |
| 2.  | Did Y'all Feel Dat (featuring Mausberg & Skaboobie – Produit par DJ Quik)                             |                                  | 3:27  |
| 3.  | We Came 2 Play (featuring AMG et James DeBarge – Produit par DJ Quik)                                 |                                  | 3:49  |
| 4.  | Pitch in on a Party (Produit par DJ Quik)                                                             |                                  | 4:06  |
| 5.  | I Don't Wanna Party Wit U (Produit par DJ Quik)                                                       |                                  | 5:06  |
| 6.  | Motex Records I (Interlude) (Produit par DJ Quik)                                                     |                                  | 1:43  |
| 7.  | Sexuality (Produit par DJ Quik)                                                                       | I Just Want to Be de Cameo       | 4:03  |
| 8.  | How Come? (Produit par DJ Quik)                                                                       |                                  | 3:53  |
| 9.  | U Ain't Fresh (featuring Erick Sermon et Kam – Produit par DJ Quik)                                   | You Ain't Fresh des Boogie Boys  | 3:54  |
| 10. | Roger's Groove (Produit par DJ Quik)                                                                  |                                  | 2:48  |
| 11. | Motex Records II (Interlude) (Produit par DJ Quik)                                                    |                                  | 0:36  |
| 12. | Quikker Said Than Dunn (Produit par DJ Quik)                                                          |                                  | 3:44  |
| 13. | Straight From the Streets (Interlude) (Produit par DJ Quik)                                           |                                  | 1:30  |
| 14. | Speak on It (featuring AMG et Mausberg – Produit par DJ Quik)                                         |                                  | 2:32  |
| 15. | Do Whatcha Want (featuring Digital Underground et AMG – Produit par DJ Quik)                          | Let's Have Some Fun des Bar-Kays | 5:08  |
| 16. | Well (featuring Mausberg et Raphael Saadiq – Produit par DJ Quik, Warryn Campbell et Courtney Branch) |                                  | 5:42  |
| 17. | Quik's Groove V (Produit par DJ Quik)                                                                 |                                  | 4:58  |
| 18. | Do I Love Her? (featuring Suga Free – Produit par DJ Quik)                                            |                                  | 4:00  |
| 19. | Tha Divorce Song (featuring James DeBarge – Produit par DJ Quik et G-One)                             |                                  | 3:33  |
| 20. | Balance & Options (Outro) (Produit par DJ Quik)                                                       |                                  | 1:08  |